# 东河乡 (桦川县)
东河乡，是中华人民共和国黑龙江省佳木斯市桦川县下辖的一个乡镇级行政单位。

## 行政区划
东河乡下辖以下地区：
九阳村、兴安村、东方红村、东升村、东宏村、东河村、兴国村、东方红种牛场生活区和东方红良种场生活区。